# Mesoleuca bicuspidaria
Mesoleuca bicuspidaria är en fjärilsart som beskrevs av Ghiliani 1854. Mesoleuca bicuspidaria ingår i släktet Mesoleuca och familjen mätare. Inga underarter finns listade i Catalogue of Life.